# Panzerjäger I
Il Panzerjäger I era il tentativo di trasformare il vecchio Panzer I in un semovente cacciacarri di un certo valore, e per questo motivo venne privato della torretta per installarvi l'arma più potente che fosse possibile adattare al suo scafo piuttosto piccolo e leggero, ovvero il temibile cannone cecoslovacco da 47 mm, una delle migliori armi della categoria, protetto da una scudatura in acciaio.

## Sviluppo
Ancorché largamente impiegato negli anni trenta e fino al 1941, il Panzer I era un carro nato solo come mezzo d'addestramento, che non permetteva in pratica l'ingaggio di altri mezzi corazzati. Infatti non solo era corazzato con un massimo di 13 mm di acciaio, ma le sue 2 mitragliatrici leggere erano pressoché inutili contro le corazze, anche leggere, dei veicoli avversari.
Almeno, il successivo carro Panzer II era triposto, meglio corazzato e con un cannone da 20 mm, ma entrambi vennero inizialmente considerati giustamente solo mezzi d'addestramento. L'esercito tedesco combatté in Polonia con tali veicoli, che poi costituirono il 60% delle forze corazzate che invasero la Francia.
Ma oramai il Panzer I era solo un mezzo buono per la ricognizione e poco altro. Lo scafo base non permetteva d'installare armi più pesanti in torretta e, benché si fossero visti prototipi con corazza spessa 80 mm (come stavano facendo gli inglesi con i Mk I Matilda), l'utilità di tale veicolo venne messa in discussione e non se ne fece nulla. L'esigenza di rendere più mobili i reparti anticarro, però, fece sì che il Panzer I venisse preso in considerazione come piattaforma semovente per pezzi controcarri.

## Tecnica

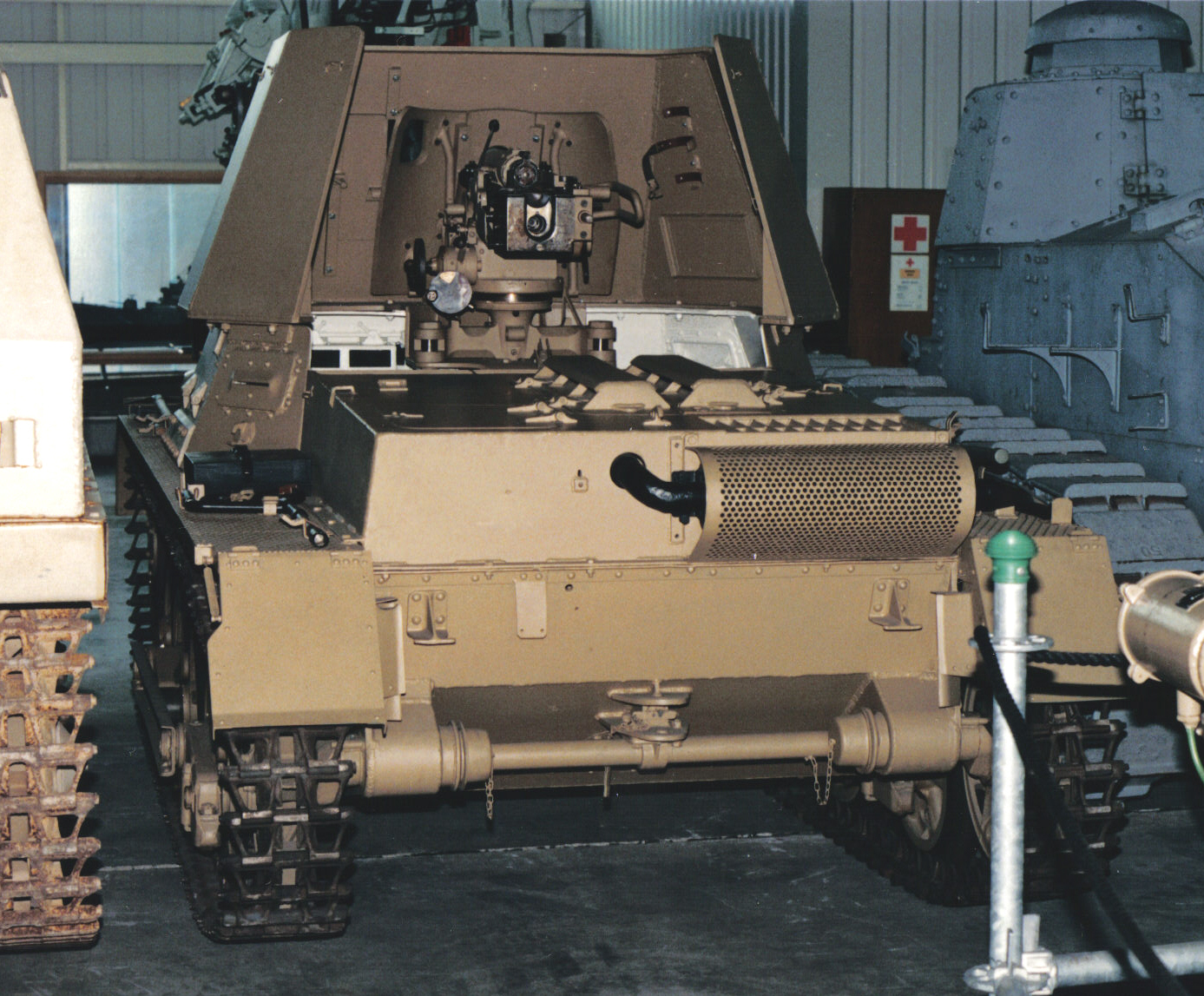
Retro del Panzerjäger I, seconda serie

La base di partenza su cui basava lo Jagdpanzer restava inalterata: proprio come il Panzer I, era dotato di un motore da 100hp a benzina, quattro rulli reggicingolo, cinque ruote principali, una di rinvio e una, anteriore, motrice. Non ci furono interventi sullo spessore della corazza.
Quello che cambiò in questo minuscolo veicolo, grande pressappoco come un'utilitaria, era la parte superiore dello scafo, che aveva adesso una postazione scudata in maniera assai pesante, per un cannone controcarro da 47 mm. Era questo il 4,7 cm KPÚV vz. 36 (4,7 cm PaK 36(t) nella nomenclatura per le prede belliche), prescelto dopo una prova comparativa con un 3,7 cm PaK 36 da 37 mm in dotazione standard ai reparti controcarro tedeschi: ma quest'arma, benché capace di perforare 40 mm circa a 400 m era considerata, già nel 1940, di valore quantomeno limitato.
Invece, venne installato il pezzo cecoslovacco, capace di sparare un potente proiettile da circa 1,5 kg che perforava 51 mm a 640 m, ovvero con buone possibilità di distruggere i carri dell'epoca. Esso era facilmente riconoscibile per il lungo cilindro del freno di sparo (che sembrava una canna di mitragliatrice raffreddata ad acqua) e per il freno di bocca, che nell'insieme lo rendevano dall'aspetto assai goffo e superato, non rivelandone appieno la potenza distruttiva. La dotazione munizioni assumeva un valore molto rispettabile, di 74 colpi, di cui 64 AP (anticarro) 10 di munizioni HE (altamente esplosive), aumentabile senza gravi difficoltà se necessario.
La trasformazione consistette nel rimuovere la torretta, sistemare sulla parte anteriore dell'anello di rotolamento la scudatura e creare sopra il comparto motore una piccola piattaforma di lavoro per il personale, nel frattempo salito a 3 uomini: capocarro, cannoniere e pilota. Lo scafo più usato era quello del Pz I Ausf B., la seconda e più numerosa delle serie. Il nuovo mezzo venne chiamato Panzejager I fur Pak(t) 4,7 cm (t) sta per cecoslovacco, l'origine del cannone.
|                       | Anteriore   | Laterale    | Posteriore | Superiore/Inferiore |
| Scudatura del cannone | 14.5 mm/27° | 14.5 mm/27° | assente    | assente             |
| Sovrastruttura        | 13 mm/22°   | 13 mm/12°   | 13 mm/0°   | 6 mm                |
| Scafo                 | 13 mm/27°   | 13 mm/0°    | 13 mm/17°  | 6 mm                |

## Produzione
La produzione totale fu di 202 veicoli. Le industrie Alkett produssero la prima serie di 132 esemplari nel 1940. Dieci della seconda serie di 70 furono assemblati sempre dalla Alkett, mentre i rimanenti 60 furono assemblati dalle industrie Klöckner-Humboldt-Deutz fra il 1940 e il 1941.
I veicoli della seconda serie sono riconoscibili dallo scudo superiore a sette facce, a differenza di quelli a cinque facce della prima serie.

## Servizio

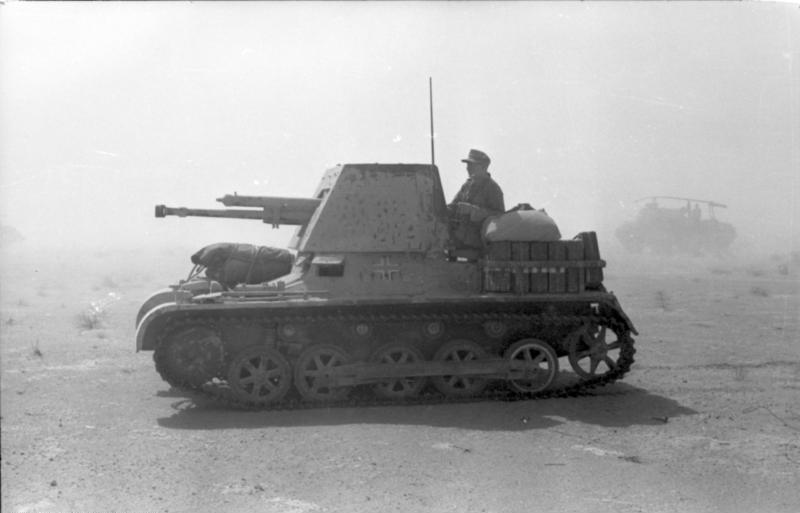
Panzerjäger I in Nordafrica

Il nuovo semovente controcarri si mise subito in luce, combattendo durante l'invasione della Francia, in Nord Africa e in URSS nel 1941.
Novantanove veicoli armarono i Battaglioni Controcarro 521, 616, 643 e 670 durante l'invasione della Francia. Solo il Battaglione 521, però, partecipò dall'inizio della campagna, mentre gli altri tre erano ancora in fase di addestramento durante i primi giorni di battaglia. Solo successivamente furono mandati al fronte.
Ventisette Panzerjäger I armarono il Battaglione Controcarro 605 in Nord Africa. Esso arrivò a Tripoli tra il 18 e 21 marzo 1941. Cinque rimpiazzi furono spediti durante il settembre 1941, ma solo tre arrivarono poiché gli altri due furono affondati insieme alla fregata che li stava trasportando. All'inizio dell'Operazione Crusader il Battaglione era a pieni ranghi, ma perse tredici veicoli durante i successivi scontri. Ulteriori quattro rimpiazzi furono spediti nel gennaio 1942, perciò alla Battaglia di al Gazala ne erano presenti diciassette. Nonostante un ulteriore rinforzo di tre veicoli durante il settembre/ottobre 1942, il battaglione aveva solo undici mezzi funzionanti all'inizio della Seconda battaglia di El Alamein. Gli ultimi due rimpiazzi giunsero al Battaglione nel novembre 1942.

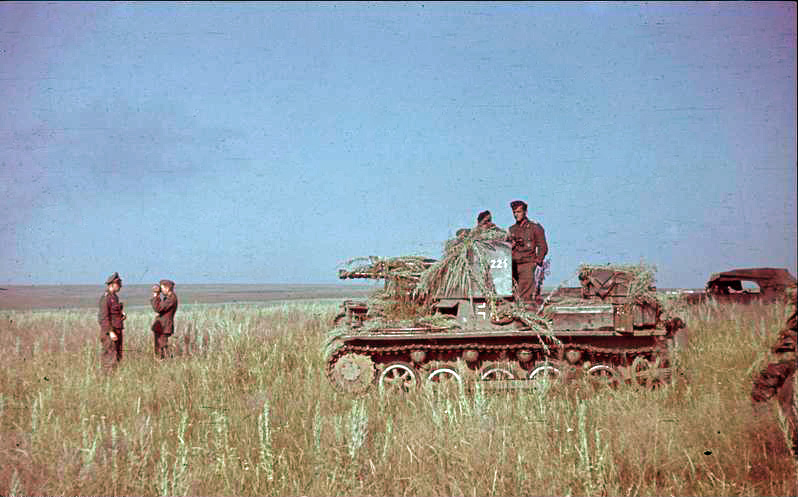
Panzerjäger I in Unione Sovietica agli inizi dell'operazione Barbarossa

I Battaglioni Controcarro 521, 529, 616, 643 e 670 furono equipaggiati con 135 Panzerjäger I per l'Operazione Barbarossa. Per l'inizio delle operazioni essi erano dislocati nel seguente modo:
| Battaglione | Corpo               | Armata           | Gruppo d'Armate    |
| ----------- | ------------------- | ---------------- | ------------------ |
| 521         | XXIV Corps          | 2nd Panzer Group | Heeresgruppe Mitte |
| 529         | VII Corps           | 4th Army         | Heeresgruppe Mitte |
| 616         |                     | 4th Panzer Group | Heeresgruppe Nord  |
| 643         | XXXXIX Corps (mot.) | 3rd Panzer Group | Heeresgruppe Mitte |
| 670         |                     | 1st Panzer Group | Heeresgruppe Süd   |

Al 27 luglio 1941 il Battaglione 529 aveva perso 4 Panzerjäger. Al 23 novembre 1941 risultavano ancora sedici veicoli, sebbene due non fossero in condizioni di operare. La maggior parte dei mezzi sembrerebbe non essere sopravvissuta all'inverno 1941/42. Sempre il Battaglione 529, quando fu sciolto nel giugno 1942, aveva ancora solo due Panzerjäger operativi. Solo il Battaglione 616 sembrerebbe fare eccezione, poiché risulta che tutte e tre le compagnie che lo componevano, disponevano ancora di PanzerJager I durante l'autunno 1942.
Il Panzerjäger I era un espediente: la sua potenza di fuoco poteva mettere fuori uso molti dei carri dell'epoca e la mobilità era buona, ma il problema era che esso si dimostrava a sua volta un facile bersaglio, una volta che la sua sagoma assai alta fosse stata scoperta. Praticamente qualunque cannone di carro avrebbe potuto metterlo fuori gioco e a questo andava aggiunta l'artiglieria e gli attacchi aerei, specialmente contro l'equipaggio dietro il cannone. Così il veicolo venne via via messo fuori servizio appena arrivarono cacciacarri e semoventi migliori, basati sullo scafo dei vari PzKpfw II e III, oltre che mezzi cecoslovacchi. Molti dei veicoli rimpiazzati furono utilizzati nei Balcani.